# 3-Prismane
Le [3]prismane ou prismane est le premier composé organique de la famille des prismanes. C'est un alcane tétracyclique de formule brute C6H6 et qui a pour nom systématique le tétracyclo[2.2.0.02,6.03,5]hexane. C'est un isomère du benzène.

## Historique
Bien avant sa synthèse effective en 1973, Albert Ladenburg proposa cette structure pour le benzène. En effet, au milieu du XIXe siècle, la formule C6H6 du benzène, accessible par l'analyse de sa combustion, donna lieu à de nombreuses propositions pour sa structure. La première fut faite par Kekulé en 1867 (qui, plus tard, fut prouvée comme étant la bonne), suivie par celle de Dewar avec le benzène Dewar la même année, de Ladenburg avec le prismane en 1869, de Claus et Körner avec le benzène Claus, etc.

La proposition du prismane par Ladenburg s'appuyait sur trois points :
- tétravalence du carbone respecté
- équivalence des 6 atomes de carbone de cette structure
- explication des isomères ortho, méta, para pour les composés C6H4X2[3]

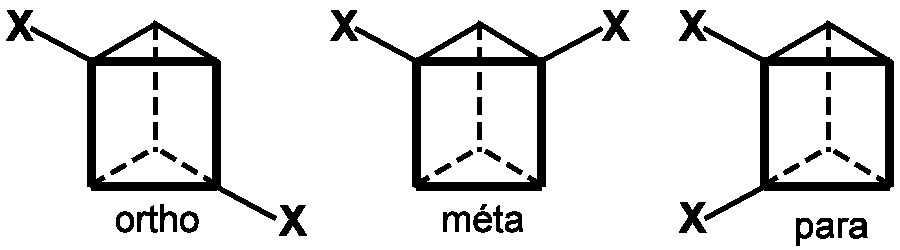
Les isomères ortho, méta, para du benzène Ladenburg disubstitué

Mais en 1876, van 't Hoff démontra que cette structure imposait l'existence d'énantiomères pour les isomères ortho et méta du benzène, ce qui ne se retrouvait pas dans la réalité et invalida donc cette structure pour le benzène.

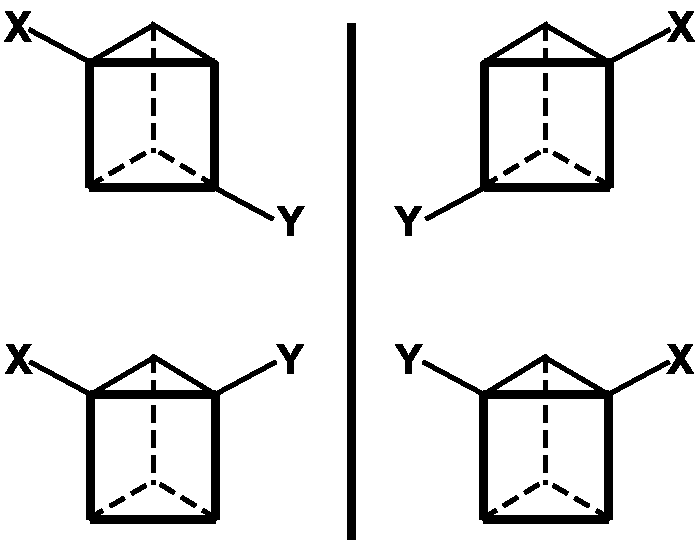
Les énantiomères des isomères ortho et méta du benzène Ladenburg disubstitué

Le prismane, comme les autres structures proposées pour le benzène, est encore souvent cité dans la littérature du fait de son importance dans la controverse historique sur les structures mésomérique et de résonance du benzène. Certains chimistes numériciens continuent actuellement de chercher les différences entre les isomères possibles de C6H6.

## Synthèse

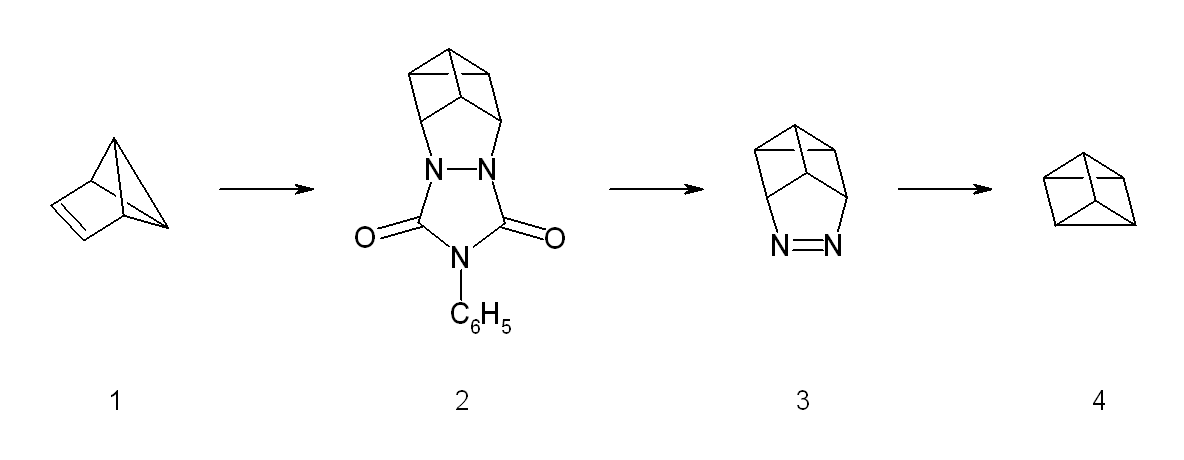
Synthèse du [3]prismane

La synthèse démarre à partir du benzvalène 1, un autre isomère C6H6 et de la 4-phényltriazolidone qui est un diènophile fort. La réaction est une espèce de réaction de Diels-Alder graduelle qui forme un carbocation comme intermédiaire. L'adduit 2 est alors hydrolysé en condition basique puis transformé en un complexe du cuivre II avec du chlorure de cuivre II acidifié. Le composé diazo 3, après neutralisation avec une base forte, peut être cristallisé avec un rendement de 65 %. Une photolyse forme un biradical qui se transforme en [3]prismane 4 et azote avec un rendement de moins de 10 %.

## Propriétés
La déviation de l'angle que forment les liaisons carbone-carbone, de 109 ° en situation tétraédrique non contrainte à 60 ° dans les cycles cyclopropane et 90 ° dans les cycles cyclobutane du [3]prismane conduit à de fortes contraintes angulaires qui rendent sa synthèse très difficile car les liaisons ont une haute énergie
qui leur permet de se rompre avec une faible énergie d'activation.

La molécule avec les six atomes d'hydrogène substitués par des groupes méthyl (hexaméthyl[3]prismane) a une bien meilleure stabilité et de fait fut synthétisée en 1966 par des réactions de réarrangement.